# 多鱗異齒谷鱂
多鱗異齒谷鱂（学名：Allodontichthys polylepis）為輻鰭魚綱鯉齒目鯉齒亞目谷鱂科的其中一種，為熱帶淡水魚，分布於中美洲墨西哥Ameca河流域，體長可達4.5公分，棲息在水質清澈、沙石底質的溪流，生活習性不明。
其种加词“polylepis”意为“多鳞的”。